# Társadalmi jóléti függvény
A jóléti közgazdaságtanban a társadalmi jóléti függvény olyan függvény, amely a társadalom állapotait (a társadalom  különböző teljes leírásai) kevésbé kívánatosnak, kívánatosabbnak vagy közömbösnek minősíti minden lehetséges társadalmi állampolgár esetében. A függvény bemenetei tartalmaznak minden olyan változót, amelyről úgy gondolják, hogy befolyásolja a társadalom jólétét. A társadalomban élő személyek jóléti mérőszámait inputként használva a szociális jóléti függvény formailag individualista. A szociális jóléti függvény iránymutatást adhat a kormánynak az optimális jövedelemelosztás eléréséhez.
A társadalmi jóléti függvény analóg a közömbösségi görbe – költségvetési korlát egyénre vonatkozó fogyasztói elméletével, azzal a különbséggel, hogy a társadalmi jóléti függvény a társadalomban minden egyén preferenciáinak vagy megítélésének leképezése ahol az inputok az egyes termékek elfogyasztott mennyisége helyett az egyes egyének jóléte az eredmény pedig a társadalom kollektív jólétének mérőszáma.
A társadalmi jóléti függvénynek két fő egymástól elkülönülő, de egymással összefüggő típusa van:
- A Bergson–Samuelson társadalmi jóléti függvény a jólétet az egyéni preferenciák vagy jóléti rangsorok adott halmaza szerint veszi figyelembe.
- Egy Arrow társadalmi jóléti függvény a jólétet az egyéni preferenciák különböző lehetséges halmazai és a függvényt korlátozó, észszerűnek tűnő axiómák között veszi figyelembe.[3]

## Bergson–Samuelson társadalmi jóléti függvény
Abram Bergson egy 1938-as cikkében bemutatta a szociális jóléti függvényt . A cél az volt, hogy "pontos formában kifejtsék a maximális gazdasági jólét feltételeinek levezetéséhez szükséges értékítéleteket", amelyeket korábbi írók, köztük Marshall és Pigou, Pareto és Barone és Lerner fogalmaztak meg. A függvény valós értékű és differenciálható volt, és a társadalom egészének jólétét volt hivatott leírni. A függvény argumentumai között szerepelt a különböző megtermelt és elfogyasztott áruk mennyisége, valamint a különböző áruk előállításához felhasznált erőforrások mennyisége, beleértve a munkaerőt is.
Szükséges feltételek, hogy a függvény maximális értékénél:
- A jólét marginális „dollárértéke” minden egyén és minden áru esetében egyenlő
- Minden egyes "dollár értékű" munka marginális "nem jóléte" egyenlő az egyes munkaerő-szállítók által megtermelt árucikkekkel
- Az egyes erőforrás-egységek „dollár” határköltsége megegyezik az egyes áruk határérték-termelékenységével.

Bergson megmutatta, hogy a jóléti közgazdaságtan hogyan írhatja le a gazdasági hatékonyságot annak ellenére, hogy mellőzi az interperszonálisan összehasonlítható kardinális hasznosságot, amelynek implicit értékítéleteket tartalmazhat.

## Fordítás
Ez a szócikk részben vagy egészben  a   Social welfare function című angol Wikipédia-szócikk ezen változatának fordításán alapul.  Az eredeti cikk szerkesztőit annak laptörténete sorolja fel. Ez a jelzés csupán a megfogalmazás eredetét és a szerzői jogokat jelzi, nem szolgál a cikkben szereplő információk forrásmegjelöléseként.